# آندرلشت
شهر آندرلکت (به فرانسوی: Anderlecht) در شهرستان بروسل در منطقه بروکسل در کشور بلژیک واقع شده‌است.